# دانيال دنيس
دانيال دنيس (بالإنجليزية: Daniel Dennis)‏ هو مصارع هاوي أمريكي، ولد في 24 سبتمبر 1986 في مقاطعة ليك في الولايات المتحدة.

## وصلات خارجية
- دانيال دنيس على موقع قاعدة بيانات المصارعة الدولية (الإنجليزية)
- دانيال دنيس على موقع أوليمبيديا (الإنجليزية)